# 激龍屬
激龙（属名：Irritator）是棘龙科恐龙的一个属，生存于大约1.13亿至1.1亿年前早白垩世阿尔比阶的巴西。激龙所知于阿勒莱皮盆地罗穆阿尔多组发现的一个接近完整的颅骨，该颅骨曾为化石贩子所得并卖给州立斯图加特自然历史博物馆。1996年，该标本成为模式种查氏激龙（Irritator challengeri）的正模标本。属名取自英文irritation（生气、恼怒）一词以反映古生物学家发现颅骨已被收集者严重破坏并改动时的心情，种名致敬亚瑟·柯南·道尔小说中的虚构角色查林杰教授。
部分古生物学家将利氏崇高龙（Angaturama limai，所知于1996年描述的一个吻尖）视为该属的潜在次异名，两者皆来自阿勒莱皮盆地的同一地层。之前也有人提出激龙和崇高龙正模属于同一标本，尽管该假说受到质疑，但还需要更多重叠化石材料以确认两者是否为同种生物。罗穆阿尔多组还出土过其它棘龙科骨骼，其中一些可能属于激龙或崇高龙，根据这些化石制作了一具骨骼模型，并于2009年在巴西国家博物馆展出。
估计激龙身长处在6和8（20和26英尺）之间、重约1公噸（1.1短噸），使其成为已知最小的棘龙科之一。细而浅的长吻上排列着笔直而无锯齿的圆锥形牙齿。一片很薄的矢状嵴在头顶纵向延伸，强健的颈部肌肉很可能附着于此。鼻孔处于远离吻尖的位置，口腔顶部坚硬的次生腭可在进食时加强双颚。查氏激龙正模是迄今为止保存最完整的棘龙科颅骨，属于一只未成年个体。崇高龙吻尖呈玫瑰形向两侧伸展，其上长有修长的牙齿及异常高的嵴。一具疑似骨骼表明其与其它棘龙科一样第一指爪较大、背部长有神经棘帆。
激龙曾先后被错误鉴定为翼龙目及手盗龙类。1996年，这种动物被确认为棘龙科兽脚类。正模颅骨在2002年重新描述前就已完成清修，从而证实了这一分类。激龙和崇高龙皆属于棘龙亚科。有人提出，激龙像现在的鳄鱼一样具有广食性，可能主要捕食鱼类及可以捕到的任何其它小型猎物。已有化石证据表明一只激龙个体吃过翼龙，该个体要么真的狩猎了这只翼龙，要么仅在清理其尸体。激龙可能具有半水生习性。激龙栖息在为干旱区所包围的沿海潟湖热带环境中，并与其它肉食性兽脚类、海龟、鳄形目及大量翼龙和鱼类物种共存。

## 研究历史

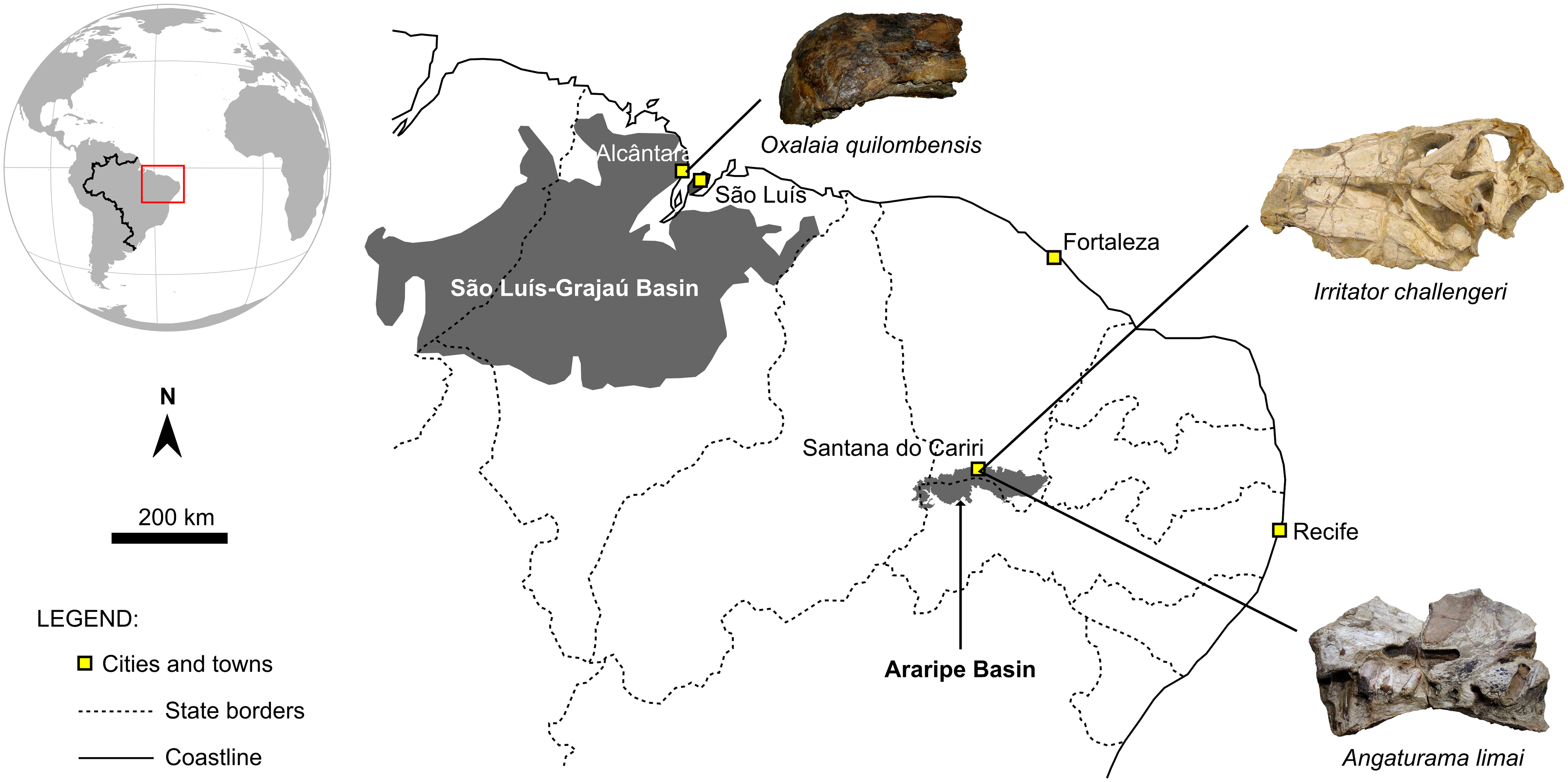
巴西东北部地区的地图，上面标出了阿勒莱皮盆地和圣路易斯－格拉哲乌盆地中三具棘龙亚科化石标本的发现地。从上到下分别为奥沙拉龙、激龙和崇高龙。

激龙正模标本出土于巴西东北部地区圣安娜-杜卡里里附近的白垩岩结核中，包含一只带有下颌的巨大颅骨后段。化石贩子在获得该化石后，将其卖给了德国州立斯图加特自然历史博物馆的卢珀·威尔德（Rupert Wild）。鉴于查帕达杜阿勒莱皮地区以大量翼龙类发现而闻名，而这家德国博物馆也经常购买此类化石，因此其当时被假定为一只巨型原始翼龙类的颅骨。由于其被视为有着非凡重要性的独特发现，因此联系了德国和英国翼龙专家对标本进行研究。当时，一篇将其描述为翼龙类的论文已经提交上去，但同行评审否认了作者德国古生物学家埃伯哈德·弗雷（Eberhard Frey）和英国古生物学家大卫·马提尔（David Martill）的结论，并提出化石属于兽脚类恐龙。

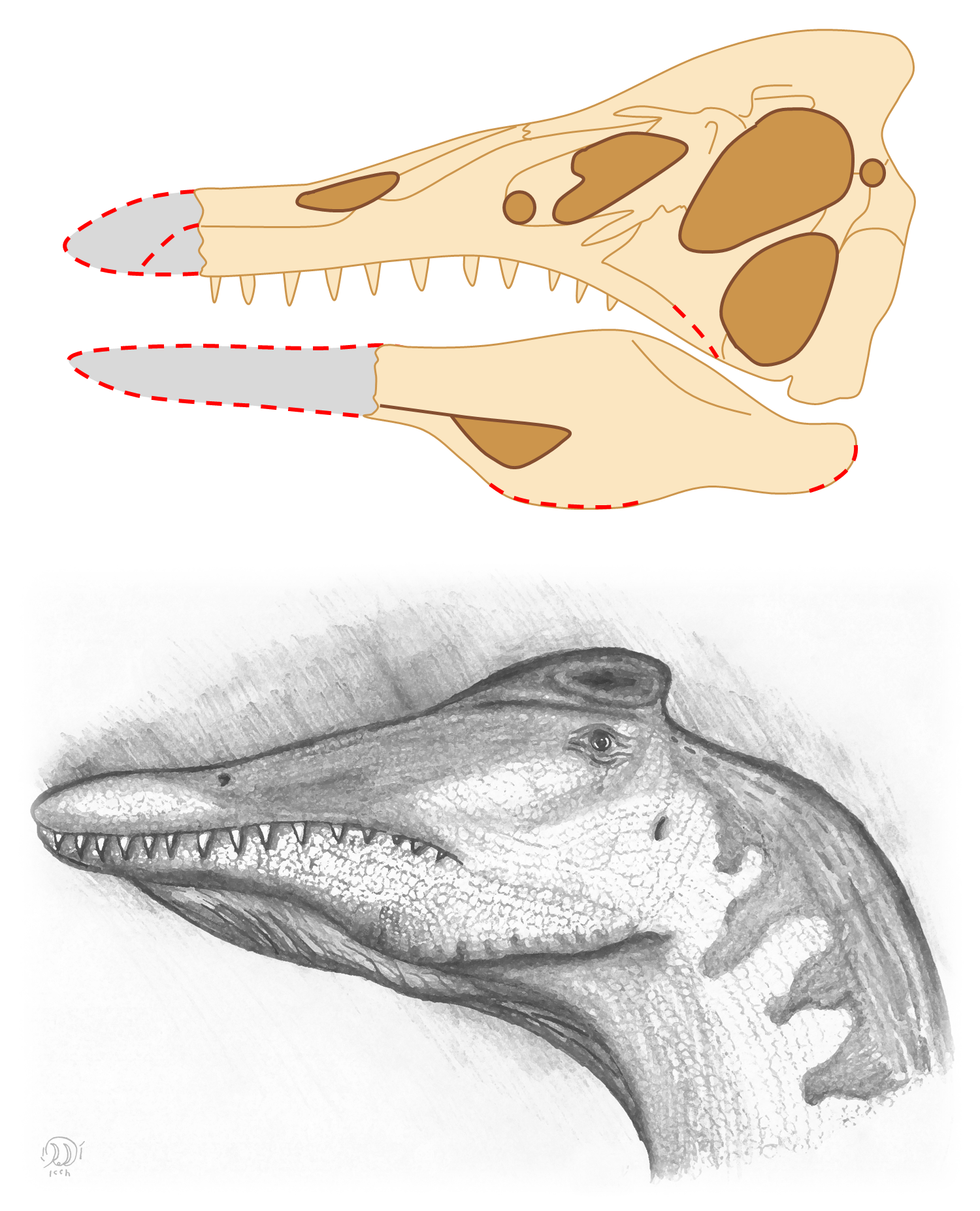
正模标本颅骨的过时重建，据马提尔等人1996年古生物学研究的解释所绘。基于这种重建作出的外观描述（类似底部的复原图）后来出现在许多恐龙书籍和百科全书中。

颅骨轻微侧向压扁，且正如化石常见状态一般被部分压碎。右侧保存完好，左侧在收集过程中严重损坏。颅骨最后侧上表面有部分风化，下颌前端遗失，两者皆由石化过程中的破坏造成。部分标本亦作为凝岩球结核的一部分而碎裂。上颌吻尖也已经遗失。鉴于未发现风化迹象，因此它很可能是在化石收集期间或之后断裂。某些骨头上存在明显腐蚀痕迹，表明曾有人尝试对其进行酸处理。颅骨中部有一处垂直骨折，表明其显然被车身填料密封过。为使其看起来更完整、更有价值，化石贩子用石膏对颅骨做了大面积遮盖，此手段为查帕达杜阿勒莱皮的当地收藏家广泛采用，尤其是用作处理鱼化石。直到标本被送往英国大学进行CT扫描成像，买家才知道其被改动过。这表明收藏者试图通过将上颌骨（上颚主要骨骼）的一部分移至吻突（鼻部）前侧来重建颅骨。该颅骨（编号SMNS 58022）于1996年2月由古生物学家大卫·马提尔（David M. Martill）、亚瑟·科鲁克尚克（Arthur R. I. Cruickshank）、埃伯哈德·弗雷（Eberhard Frey）、菲利普·斯默（Philip G. Small）和玛丽亚·克拉克（Maria Clarke）首次作出科学描述，成为新属新种查氏激龙（Irritator challengeri）的正模标本。马提尔和团队在论文中写道，属名Irritator源自“作者发现鼻部被人为拉长时所产生的愤怒（irriation）之感（此处轻描淡写）。”模式种查氏激龙以阿瑟·柯南·道尔小说《失落的世界》中查林杰教授这一角色命名。两年前，弗雷和马提尔还以该小说家的名字命名了克拉图组翼龙新种——柯南道尔亚氏翼龙。
马提尔等人首次描述查氏激龙时，正模标本仍有大部分裹在石灰质岩石基质中。在美国古生物学家汉斯·戴尔特·苏伊士（Hans-Dieter Sues）的监督下，多伦多大学密西沙加分校技术员黛安娜·斯科特（Diane M. Scott）负责从岩石中彻底取出颅骨，以便在2002年进行详细重新描述。这项对清修完成标本的检查（由苏伊士、弗雷、马提尔和斯科特等人发表）否认了马提尔等人的许多原始观察结果，后者基于对受损且大部分被遮盖的颅骨的误判。颅骨全长估计为24（9.4英寸），比之前的数据更短。最初鉴定为突出头冠的骨头被证明是一块脱落的不明骨骼碎片。与先前研究一样，苏伊士等人认为，非洲棘龙属是与激龙最相似的分类单元，因为两者具有许多相同牙齿特征，包括几乎笔直的圆锥形牙冠、薄薄的珐琅质、无锯齿且纵向伸长的清晰边缘。由于当时对棘龙颅骨所知甚少，这些相似之处足以让作者提出激龙可能为棘龙的次异名，但苏伊士等人指出，需要更多重叠颅骨材料来作进一步鉴别。随着对棘龙颅骨的了解增加，后期研究皆坚持视两者为不同分类单元。
尽管发现地点尚不确定，但该标本很可能来自罗穆阿尔多组（原为桑塔纳组的罗穆阿尔多段）。该猜想为介形虫Pattersoncypris的微体化石和乞丐鱼科叶环鱼属的鱼鳞所证实，两者皆发现于罗穆阿尔多组。对当地化石贩子的询问透露出一个靠近查帕达杜阿勒莱皮侧翼圣安纳杜卡里里的布克塞克（Buxexé）村附近、海拔约650（2,130英尺）的地点。由于罗穆阿尔多组确实暴露于此，且包裹正模的基质与此处岩石有相同颜色及纹理，因此可将该地区视为化石的潜在发现地。查氏激龙是罗穆阿尔多组首个被描述的恐龙，其正模标本代表已知保存最完整的棘龙科颅骨。

### 与崇高龙的异名争议

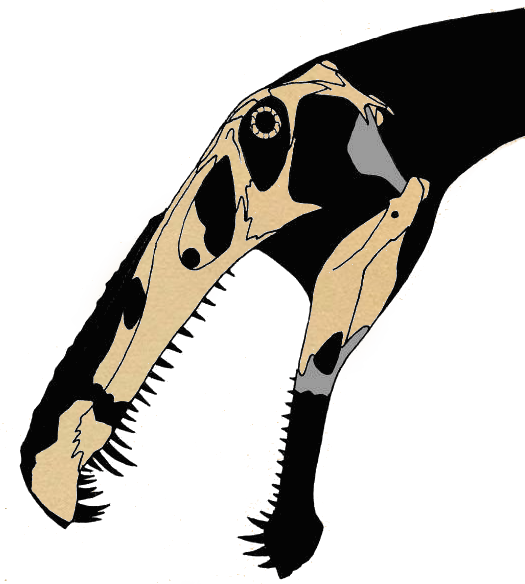
激龙已知颅骨材料，由古生物学家海梅·海登（Jaime A. Headden）绘制；吻尖来自崇高龙标本。

与查氏激龙生存于相同时期及地点的另一种棘龙科――利氏崇高龙（Angaturama limai），由巴西古生物学家亚历山大·克尔纳（Alexander W. A. Kellner）和狄奥内戈斯·德·阿梅达·坎波斯（Diogenes de Almeida Campos）于1996年2月命名。正模标本编号USP GP/2T-5，保存于圣保罗大学，由一个来自罗穆阿尔多组的单个吻尖组成，是使用最初为挖掘翼龙化石而开发的技术从石灰质结核中取出。属名取自巴西土著图皮族文化中的守护神昂迦图拉玛（Angaturama），种名纪念1991年将标本告知克尔纳的已故巴西古生物学家穆里洛·德·利玛（Murilo R. de Lima）。

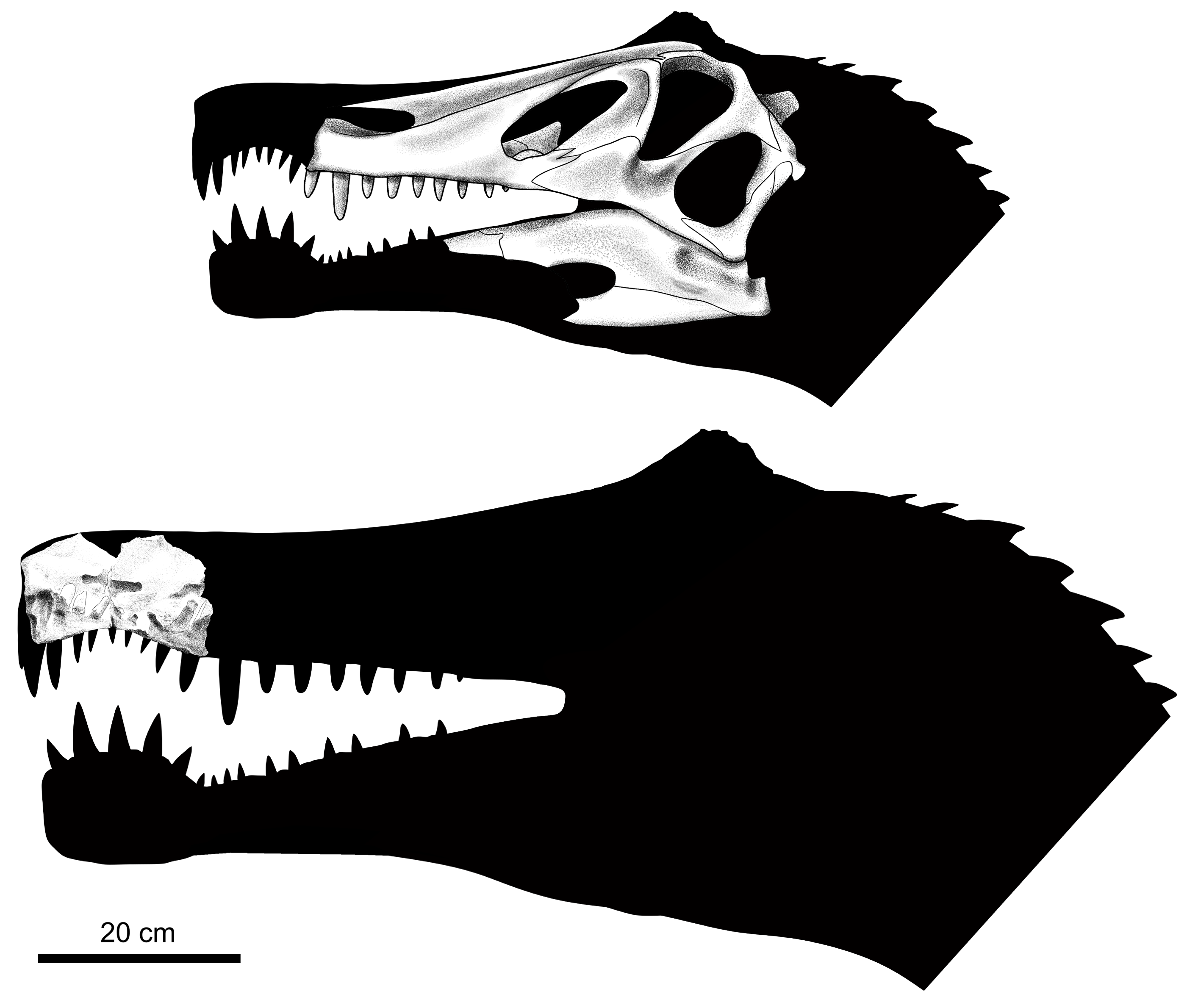
查氏激龙和利氏崇高龙的正模标本，展示了后者较大的颅骨尺寸和重叠的第三颗左上颌齿。由塞里斯和舒茨于2017年提出。

1997年，英国古生物学家艾伦·查里格（Alan J. Charig）和安琪拉·米尔纳（Angela C. Milner）将崇高龙视为激龙的潜在次异名，指出两个属皆有缩小的鼻孔、修长的双颚和典型棘龙科特征。保罗·塞里诺（Paul Sereno）等人在1998年同意此观点，并提出崇高龙和激龙正模可能属于同一标本。包括埃瑞克·比弗托（Éric Buffetaut）和茂哈马德·夸亚（Mohamed Ouaja）（2002年）、克里斯汀·达鲁·沙索（Cristian Dal Sasso）等人（2005年）、托尔·贝汀（Tor G. Bertin）（2010年）、德恩·耐许（Darren Naish）（2013年）以及马达尼·本尤塞夫（Madani Benyoucef）等人（2015年）在内的作者皆支持此结论。苏伊士等人在激龙重新描述中指出，两者正模标本吻部宽窄相同，且皆有横截面圆润、边缘明显且无锯齿的牙齿。他们还指出，崇高龙前颌上的矢状嵴可能与激龙鼻骨上的相一致。已有人对这些结论提出质疑。克尔纳和坎波斯（2000年）及伊莱恩·马卡多（Elaine B. Machado）和克尔纳（2005年）认为化石来自两个不同属，而利氏崇高龙正模显然比激龙更加横向扁平。
巴西古生物学家马克斯·塞里斯（Marcos A. Seles）和恺撒·舒茨（Cesar L. Schultz）于2017年在对两者化石的检查中指出两件标本在保存状况等其它方面也存在差异：激龙标本颜色更浅且有一条竖向裂缝，崇高龙标本则具有很多孔洞；激龙牙齿上的损坏也相对更轻。塞里斯和舒茨还鉴定出一个疑似重叠的部位，即左上颌第三颗牙齿，并注意到，根据近缘属重爪龙的比例，崇高龙颅骨应大于激龙。因此作者得出结论称两件标本并非属于同一个体，并指出需要更多重叠遗骸确认前者是否为后者的异名。如果将崇高龙和激龙看作相同属，鉴于后者命名时间几乎比前者早了一个月，则应根据优先权原则视后者为有效学名。由于对牙齿位置的解释不同，古生物学家马克·沙德（Marco Schade）等人（2023年）未能证实牙齿部位存在重叠，也未能提供数据解决此问题。

### 颅后材料及额外发现

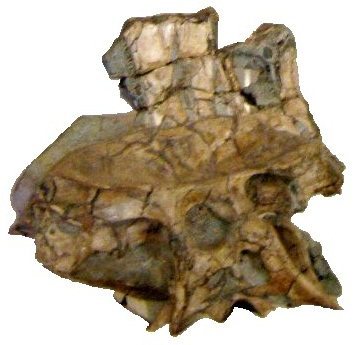
棘龙亚科骨盆及骶椎（标本MN 4819-V），展示于巴西国家博物馆。

除颅骨、鼻骨碎片及单个牙齿外，罗穆阿尔多组还出土了可能属于棘龙科的颅后遗骸，其中许多迄今仍未描述，并被全部归入棘龙亚科。2004年该地层又出土部分神经弓（MN 4743-V）。巴西古生物学家乔纳斯·比腾考特（Jonathas Bittencourt）和克尔纳根据骨骼结构将其归入棘龙科。不能确定是否可将此标本归入激龙或崇高龙，因为两者皆只发现了颅骨材料。2007年，马卡多和克尔纳将一块肋骨碎片（MN 7021-V）暂时归入棘龙科。然而，罗穆阿尔多组发现的最完整棘龙科标本是MN 4819-V——一具缺乏颅骨的部分骨骼。该标本于1991年首次报导，2001年克尔纳根据高大的骶骨神经棘及巨型手爪将其归入棘龙科。该骨骼于2010年在马卡多尚未发表的博士论文中完全描述。2013年提及的一条不完整后肢（MPSC R-2089）或许也属于棘龙科。2018年，提托·奥雷连诺（Tito Aureliano）及其团队描述了标本LPP-PV-0042——一只异常巨大个体的部分胫骨。如阿勒莱皮盆地化石所经常遭遇的情况一样，罗穆阿尔多组的大部分棘龙科材料皆是在不受法律制约的情况下收集，并用于非法化石贸易，因此很多标本部分受损，且缺乏精确的地质现场数据。
罗穆阿尔多组发现的部分颅后骨骼作为模板被用来建造一具崇高龙骨架模型，该模型后来展示于归联邦大学所有的巴西国家博物馆。该骨架描绘了崇高龙用双颚叼着一只古魔翼龙科的场景，是2009年3月向公众开放的塞尔唐恐龙展（Dinossauros no Sertão）的核心部分，也是首个被展出的大型巴西食肉恐龙。部分原始颅后材料（包括骨盆和骶骨化石）被置于骨架旁边。在展览开幕式的新闻稿中，克尔纳非正式透露MN 4819-V属于崇高龙，骨架的标本介绍中亦反映了这一点。2011年自圣路易斯盆地（São Luís Basin）伊塔佩库鲁群（Itapecuru Group）的奥坎塔拉组中命名并描述了第三种巴西棘龙科——歌伦波奥沙拉龙（Oxalaia quilombensis）。这个体型较大的物种仅发现了单个吻尖及上颌碎片，生活在激龙和崇高龙之后约600至900万年的森诺曼阶。歌伦波奥沙拉龙与利氏崇高龙的区别在于吻部更宽更圆及前颌缺乏矢状嵴。2018年9月，巴西国家博物馆所在建筑发生火灾，摧毁了大量化石收藏，可能也摧毁了展出的崇高龙骨架及化石材料。储存在同一栋建筑中的歌伦波奥沙拉龙正模标本可能亦已毁坏。

## 描述

激龙（浅绿）及崇高龙（深绿）正模标本估计体型与人类的比较

即使按最大体型估计来算，激龙也要小于其它已知棘龙科。格雷戈里·保罗（Gregory S. Paul）算得激龙长7.5（25英尺）、重1公噸（1.1短噸）。托马斯·霍兹（Thomas R. Holtz Jr.）发表了长8（26英尺）、重0.9至3.6公噸（0.99至3.97短噸）的更高估计值。杜格尔·狄克森（Dougal Dixon）给出则给出长6（20英尺）、高2（6.6英尺）的更小值。在奥雷连诺等人的研究中，塞里斯和舒茨所画的重建图中提供的数据为：查氏激龙正模标本长6.5（21英尺）、利氏崇高龙正模标本长8.3（27英尺）。前者正模颅骨的部分骨头尚未完全融合，显示该标本属于亚成体。部分棘龙亚科骨骼MN 4819-V代表一只中型个体，马卡多估计其身长5至6（16至20英尺）。该标本中有许多材料被纳入巴西国家博物馆展示的骨架模型，该模型长6（20英尺）、高2（6.6英尺）。然而，罗穆阿尔多组的棘龙科或许可以长得更大。虽然标本LPP-PV-0042只是一个胫骨碎片，但奥雷连诺等人粗略估计该个体长达10（33英尺）。骨组织学特征显示其尚处于亚成年阶段，因此成年动物可能更大。

### 查氏激龙正模标本解剖特征

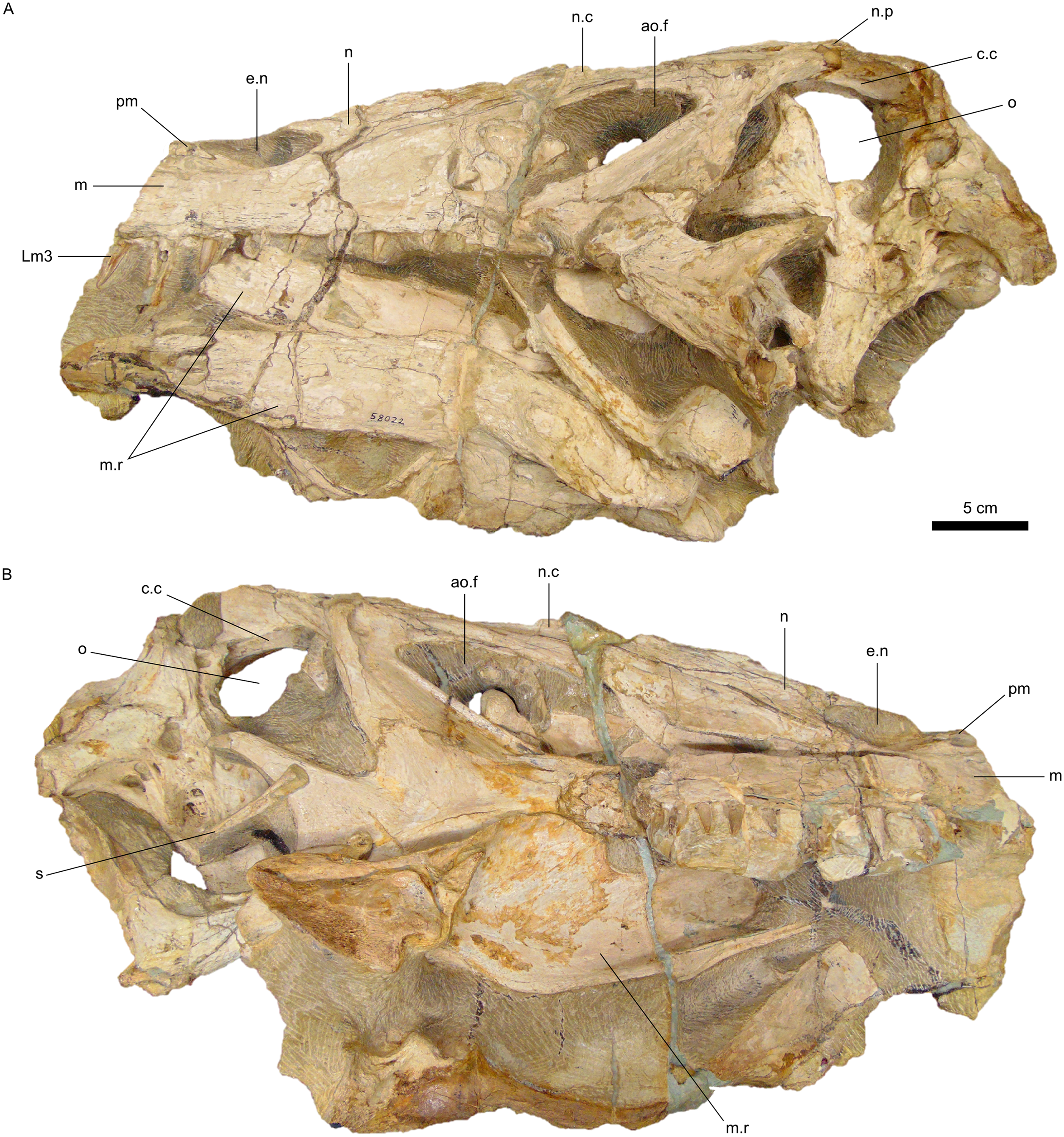
左（上）和右侧两个视角下的查氏激龙正模颅骨

查氏激龙正模颅骨虽某些部位受损严重却相当完整，仅缺少吻尖及下颌骨前段。保存下来的部分高16.5（6.5英寸）、宽10（3.9英寸），根据与重爪龙的比较估计其全长为60（24英寸）。颅骨长而窄，横截面略呈三角形。脑壳向后倾斜，深度大于长度。细长的低吻自此延伸而出，两侧相对平坦，朝颅骨中线方向略微倾斜。仅有成对的前颌骨（鼻部最前端的骨头）后端完好无损，形成外鼻孔前部的上下边界。像所有棘龙科一样，上颌骨在鼻孔下方延伸形成一长而低的分支，此分支形成该孔的下边界，从而于此处将前颌骨和鼻骨分开。激龙的上颌窦具有类似异特龙的大型孔洞。该孔像所有棘龙科一样呈椭圆形，在颅骨上的位置比典型兽脚类更靠后。激龙鼻骨较似鳄龙和重爪龙而言极端地成比例缩小，但是比激龙更大。眼眶后面的孔即侧颞孔非常大，眼睛前方的孔即眶前孔则较长且呈椭圆形。眼眶很深，且顶部（眼球所在位置）比底部更宽。泪骨将眼眶与眶前孔隔开，形成后者的上下后边缘，以及两个围成40度角的突起；该突起与重爪龙的相似，后者围成35度。与重爪龙不同，激龙的泪骨没有形成骨质角核。前额骨大而坚固，位于其后方的较薄额骨顶部光滑且凹陷；这两块骨头构成眼眶的上边缘。

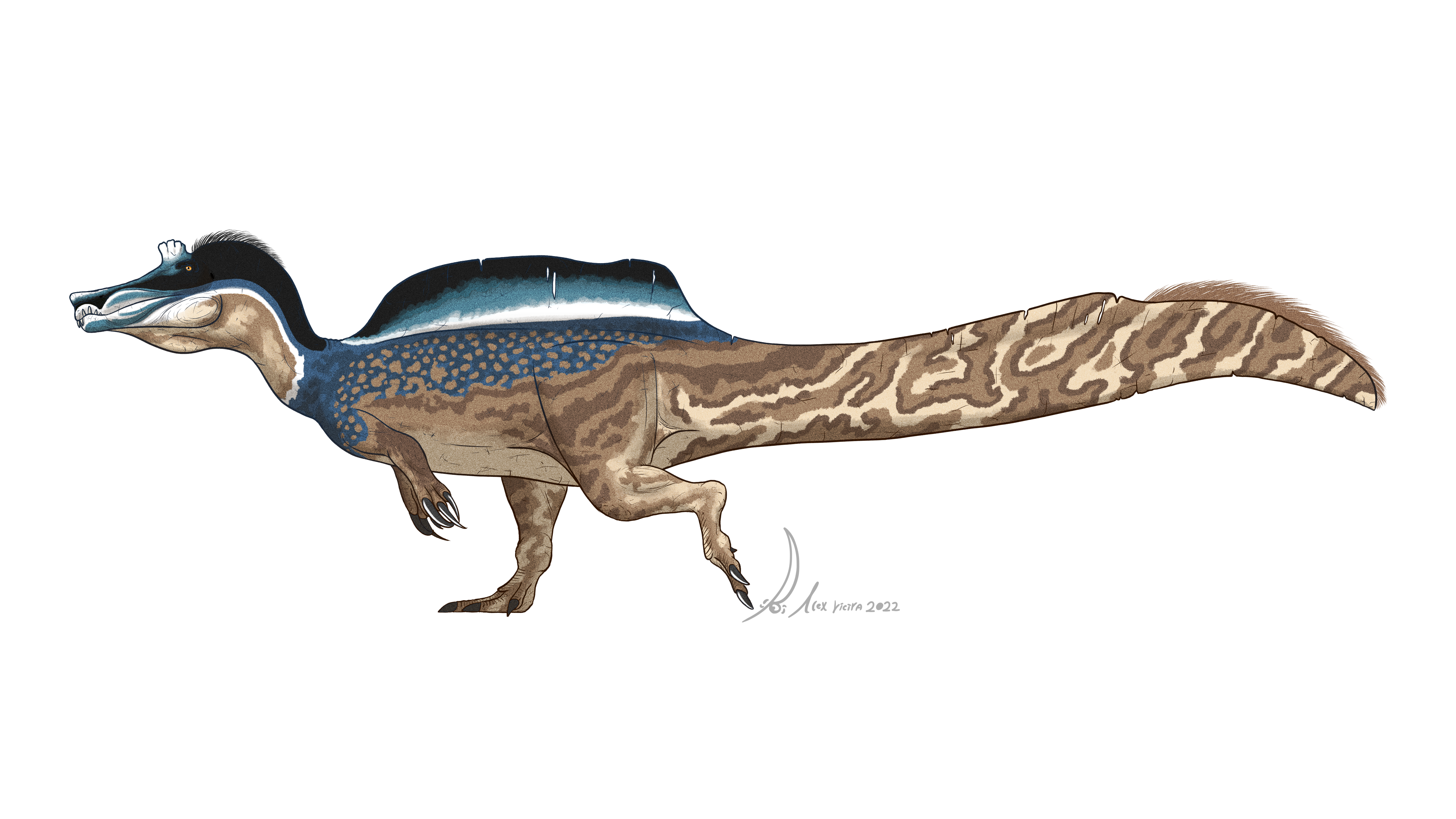
结合激龙及崇高龙标本而画成的复原图

一个由细长鼻骨构成的薄矢状嵴沿颅骨中线延伸，然后在眼睛正上方终止，形成一个稍微扁平的突起。尽管激龙该结构的形状及高度尚不清楚，但这种头冠在棘龙科里相当常见，可能在动物生前起到性展示作用。保存下来的激龙头冠在眶前孔正上方处最高，缺少棘龙头冠上的垂直嵴。像该科其它成员一样，激龙口腔顶部存在一个称为次生腭的修长骨质结构，将口腔与鼻腔隔开。此特征在现生鳄鱼中广泛存在，但大部分兽脚类则不具有。和近亲一样，激龙颅顶上有两个称为鼻后孔（Postnasal fenestrae）的额外孔洞及部分分叉的基翼突（Basipterygoid processes，连接脑壳和腭的骨质延伸区域）。下颌背面很深，后上表面主要由较大的上隅骨组成，后者与下方较浅的隅骨连接。下颌孔（Mandibular fenestra，下颌骨上一个朝向侧面的孔）呈椭圆形且相对较大。除上隅骨前部的疑似残渣外，目前尚未发现激龙的齿骨（下颌置放牙齿的骨骼）。查氏激龙正模标本的独特之处在于，它是少数保存了镫骨的非鸟翼类（或非鸟类）恐龙化石之一。

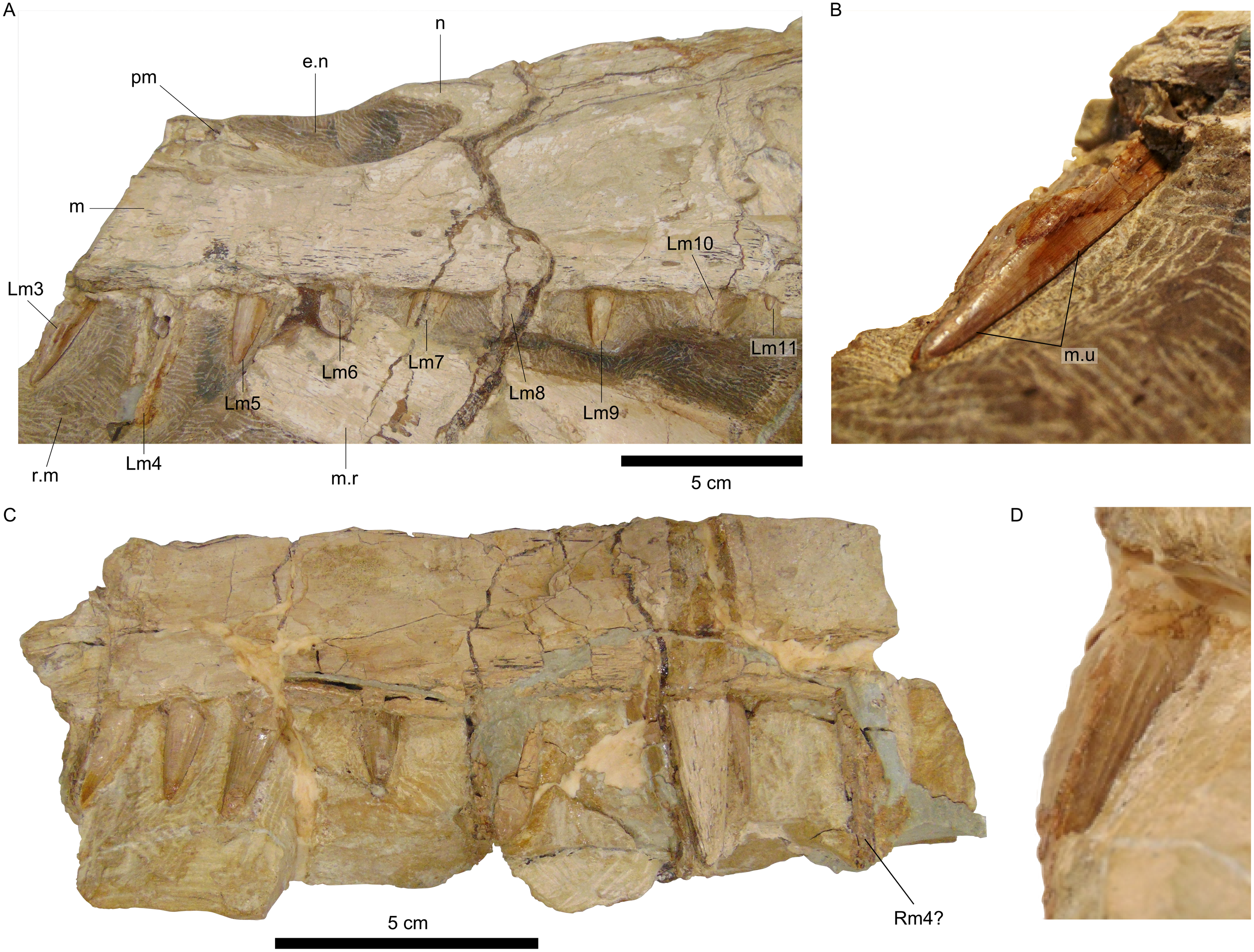
激龙下颌及齿列的特写

激龙有着笔直或仅轻微后弯的圆锥形牙齿，牙齿边缘轮廓清晰但无锯齿。牙冠上有凹槽（纵向嵴），属于棘龙科的常见牙齿特征。像棘龙一样，激龙牙齿两侧皆有凹槽，而重爪龙仅在牙齿舌侧（内侧）存在凹槽。激龙牙齿横截面呈圆形，与大部分兽脚类牙齿横向扁平的外观相反。珐琅质（牙齿表层）很薄，在重爪龙身上也观察到了精细的褶皱纹理。激龙的两块上颌骨皆保存了九颗牙齿，尽管左上颌骨的牙冠更完整，且岩石基质中还有第十颗牙齿的痕迹。牙齿深深嵌入下颌，并朝上颌前端方向以较大间隔排列。保存下来的第一和第二颗上颌齿最大，牙冠分别长32（1.3英寸）和40（1.6英寸）。剩下的七颗牙齿向后逐渐变小，最后一颗牙冠长度估计为6（0.24英寸）。标本CT扫描显示上颌两侧皆有替换齿。它们的牙根深入上颌，并靠近中线聚集，几乎抵达颅顶。根据和激龙近亲的比较，两块上颌骨可能各有11颗牙齿，与归入棘龙属的上颌化石MSNM V4047的12颗牙齿数量相似。激龙标本左上颌骨最后面的牙齿尚未完全萌出，只能看到它的尖端。

### 利氏崇高龙正模标本解剖学

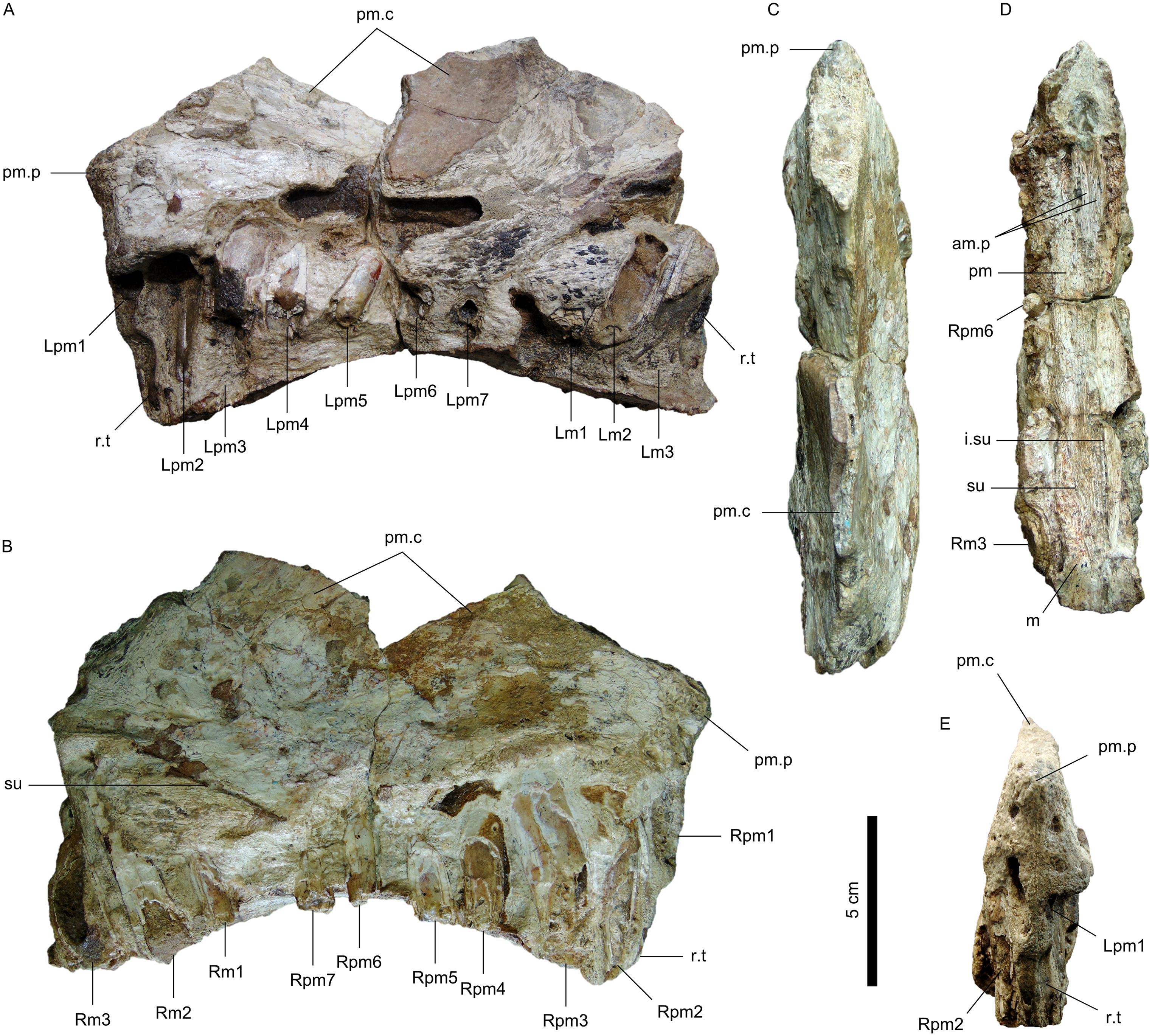
多个视角下的利氏崇高龙正模标本

利氏崇高龙正模标本仅由上颌前部构成，包含一对前颌骨的尖端及上颌骨最前端。估计标本高19.2（7.6英寸）、长11（4.3英寸）、腭部区域宽4至5（0.16至0.20英寸）。上颌及前颌骨中间的骨缝前段参差不齐，后段逐渐变直。前颌骨下边缘凹陷，并在第六颗上颌前牙达处达到最低点。鼻部前端扩张，形成棘龙科特有的玫瑰状匙形末端。这个位于前颌骨下方的凹陷可能与一凸起相互吻合，并增大下颌尖端。前颌底部互相连接，形成崇高龙的次生腭。从上颌骨延伸出来的两个突起亦构成腭的一部分。吻部侧面非常扁平，前颌骨向顶部逐渐变细，形成一个1至2（0.039至0.079英寸）厚的高矢状嵴。该嵴比其它已知棘龙科更大，且在吻部上向前延伸更远。前颌骨最前端上缘有一小突起位于该嵴底部。突起上表面明显受损，表明嵴的顶部可能从此处向前延伸得更远。因此崇高龙吻部前端有着垂直或凹陷边缘，与其他棘龙科斜度更缓的吻部不同。
在前颌骨中发现一颗带有部分牙冠的脱落牙齿。该牙齿长而笔直，带有无锯齿的圆锥形牙冠，长度测量为6至40 mm（0.24至1.57英寸），且孤立嵌入颌骨，表明存在一种将新牙推入旧牙之间的连续换牙模式。根据齿槽判断前颌骨共有七颗牙齿，第三颗牙齿最大。上颌骨最前面的三颗牙齿也被保存下来。前颌齿从第一到第三颗增大，从第三到第六颗缩小，再从第六颗前颌齿到第三颗上颌齿的位置增大。最后一颗前颌齿和第一颗上颌齿之间的缝隙宽16 cm（6.3英寸）。

### 颅后

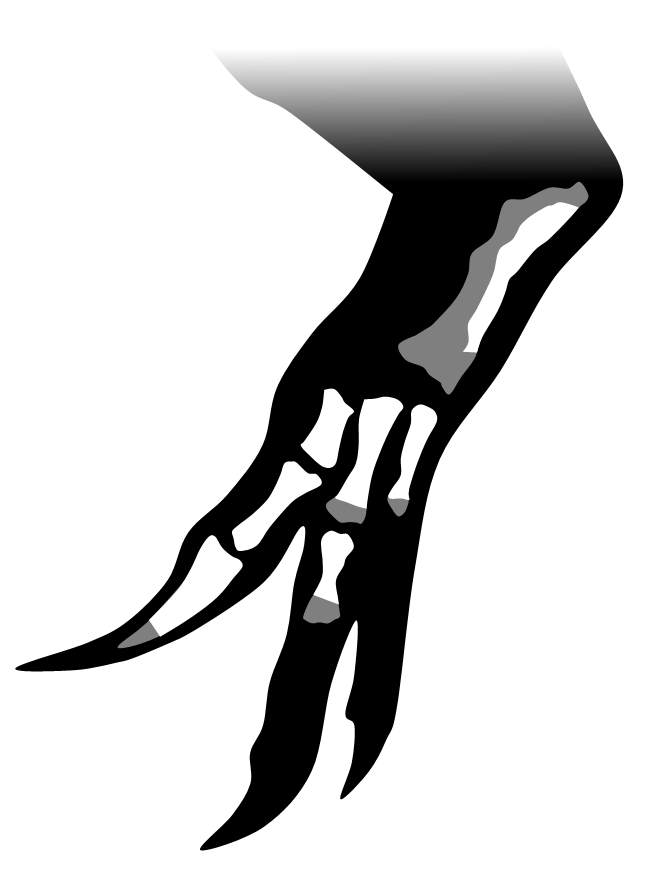
标本MN 4819-V的手骨及前肢骨骼，代表了已知最完整的棘龙科手部

尽管未有骨骼遗骸和原崇高龙标本一起发现，但一具来自不同地区的部分骨骼（MN 4819-V）可能属于该属。然而鉴于两个标本之间无重叠材料，因此无法作出详细比较。MN 4819-V包含一个基本完整的骨盆、部分背椎及尾椎、五个骶椎、部分右胫骨及腓骨、大部分右股骨和部分尺骨。其中亦含有已知最完整的棘龙科手部，包含掌骨、指骨、腕骨及一只手爪。像所有棘龙科一样，第一指（姆指）的爪子非常巨大。
骨盆保存完好，右侧关节连接状况好于左侧。融合的骶椎仍与骨盆相连，后者缺乏耻骨及坐骨（骨盆最下侧及最后侧的骨头）远端。髂骨（骨盆的主要骨骼）长55.3 cm（21.8英寸），髂骨的髋臼前突（Preacetabular process，即该骨骼前端扩张部位）底部弯曲，且略小、略深于髋臼后突（Postacetabular process，后端扩张部位）。髋臼前突前端较大，后突则更窄。短窝（Brevis fossa，髋臼后突上的沟槽）凹陷，坐骨后缘亦是如此。耻骨具有相对较大且几乎互相靠近的具封闭缺刻（Obturator notch）——该骨骼后部下缘的一处凹陷，用作闭孔神经的通道。骶骨向上突出的神经棘伸长变细，属于棘龙科典型特征。这些神经棘生前被皮肤覆盖，在动物背上形成一个“帆”。MN 4819-V以更长更窄且上缘更直的髂骨区别于似鳄龙，并以发育更好的闭孔突（Obturator process，坐骨底部的刃状结构）区别于重爪龙。

## 分类

各种棘龙科（激龙呈紫色，位于左数第二）与人类的体型比较

最初，马提尔和团队将激龙当成手盗龙类恐龙归入膨颅龙类演化支（Bullatosauria，一个不再被视为单系群的分类群），并作为有羽毛的似鸟龙类和伤齿龙科的近亲。考虑到齿骨形态，尤其是长吻及假定的鳍形头冠，是“其它”手盗龙类所不具有的特征，因此研究人员在演化支中建立了新的激龙科（Irritatoridae）。他们意识到了激龙与棘龙的亲缘关系，因为两者皆有形状相似且无锯齿的牙齿，但注意到后者下颌骨与前者上颌骨前部不一致，而其它非鸟恐龙如美颌龙和嗜鸟龙的部分或全部牙齿上也没有锯齿。其中一些说法在1996年受到克尔纳的质疑。他发现激龙颅骨缺乏当时从手盗龙类身上鉴别出的一种自衍征，即颧骨形成眶前孔的一部分。他还指出，由于查氏激龙正模缺乏吻尖，因此不可能知道棘龙牙齿是否与之吻合。根据与棘龙的比较，克尔纳将该属归入棘龙科，并将激龙科列为棘龙科的异名。2003年，奥利弗·劳赫（Oliver W. M. Rauhut）将激龙与崇高龙、重爪龙、似鳄龙和棘龙一起归入重爪龙科。2004年，托马斯·霍兹（Thomas Holtz）等人提出重爪龙科是棘龙科的异名，并将这些属归入后者。大多数后期修订皆支持该分类。激龙和崇高龙作为棘龙科成员被归入斑龙超科，而棘龙科可能是斑龙科的姐妹群。

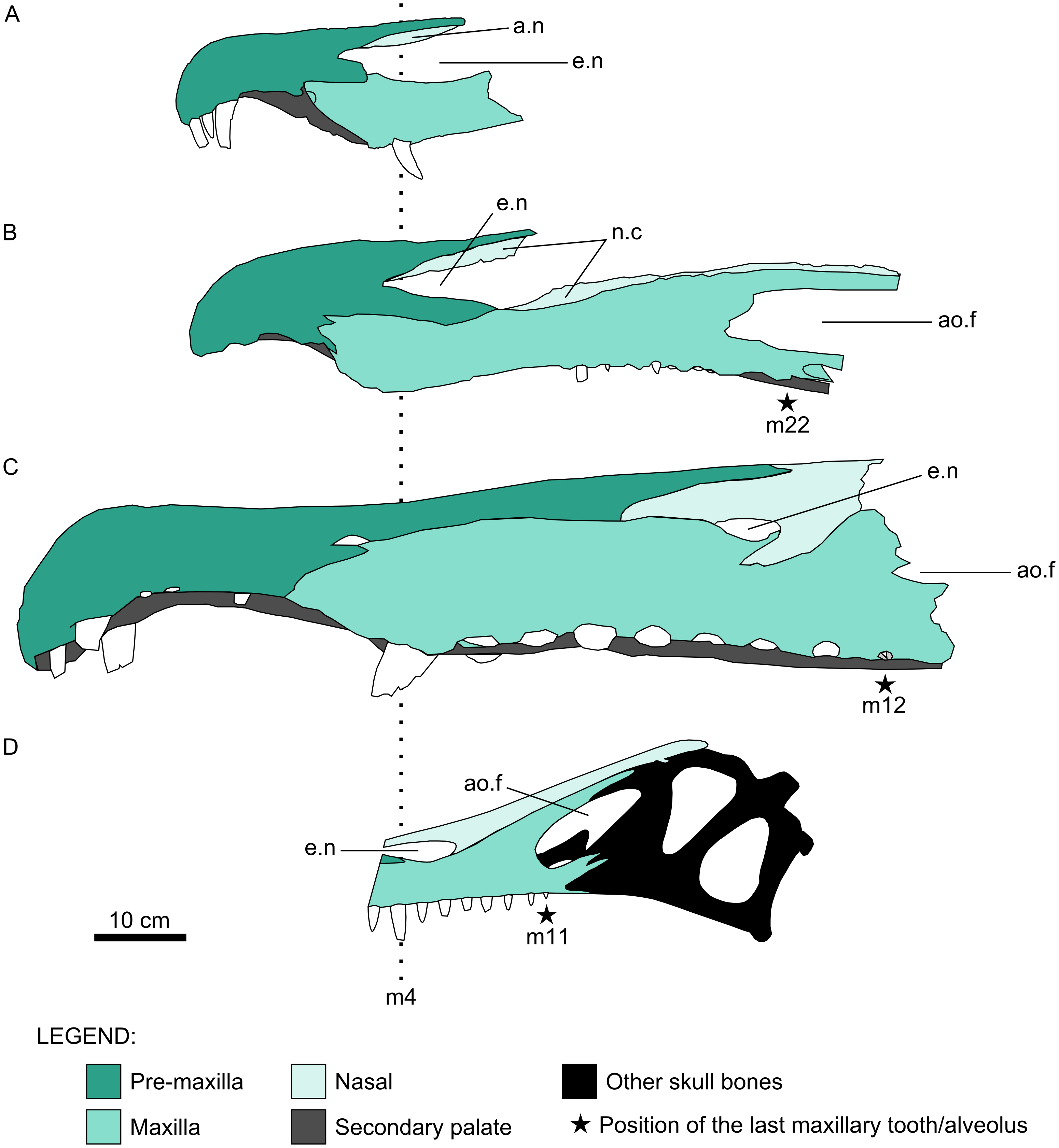
激龙（下）及其它棘龙科的颅骨重建，其中比较了四者外鼻孔（External nares，图中标为e.n.）或骨质鼻孔的相似位置。

1998年，塞里诺等人根据颅骨和牙齿特征定义了棘龙科的两个亚科，分别为：棘龙亚科（Spinosaurinae）——其中归入棘龙和激龙——和重爪龙亚科（Baryonychinae）——其中归入重爪龙、似鳄龙和脊饰龙。棘龙亚科的鉴别特征在于更直、间隔更宽且无锯齿的牙齿，以及较小的前颌骨第一颗牙齿。2005年，达鲁·沙索等人认為激龙鼻孔位于上颌齿列中部上方，比重爪龙亚科更靠后，但比棘龙更靠前。塞里斯和舒茨在2017年发现，激龙鼻孔实际上和重爪龙及似鳄龙一样更靠近颌骨前端，这种更靠前的鼻孔位置通常被视为重爪龙亚科特征。尽管如此，激龙也拥有无锯齿的牙齿——属于和棘龙亚科相关的特征。塞里斯和舒茨因此指出，阿勒莱皮盆地棘龙科激龙和崇高龙可能代表早期重爪龙亚科和晚期棘龙亚科之间的过渡形态，而进一步研究可能最终使前者成为一个并系群（非自然类群）。
激龙以上颌齿数量多出将近一半而进一步区别于重爪龙、似鳄龙和脊饰龙，并以鼻孔相对较大且位置更靠前而区别于棘龙。激龙鼻孔同样是由前颌骨形成，与棘龙不同。终止于额骨上方一球状突起处的狭窄矢状嵴，是将激龙和其它棘龙科区分开来的又一自衍征。尽管利氏崇高龙吻部总体窄于其它棘龙科，但这可能是由化石受损造成；正模标本下边缘部分破碎，一些保存下来的牙齿竖向裂开。因此，崇高龙唯一有效的自衍征在矢状嵴上，该嵴在喙骨上向前延伸更远，比其它已知棘龙科颅骨更为夸张。
|  | 重爪龙 Baryonyx   |
|  |                   |
|  | 似鳄龙 Suchomimus |
|  |                   |

|  | 激龙 Irritator   |
|  |                  |
|  | 激龙 Spinosaurus |
|  |                  |

|  | 重爪龙 Baryonyx   |
|  |                   |
|  | 似鳄龙 Suchomimus |
|  |                   |

|  | 激龙 Irritator   |
|  |                  |
|  | 激龙 Spinosaurus |
|  |                  |

|  | 重爪龙 Baryonyx   |
|  |                   |
|  | 似鳄龙 Suchomimus |
|  |                   |

|  | 激龙 Irritator   |
|  |                  |
|  | 激龙 Spinosaurus |
|  |                  |

|  | 重爪龙 Baryonyx   |
|  |                   |
|  | 似鳄龙 Suchomimus |
|  |                   |

|  | 激龙 Irritator   |
|  |                  |
|  | 激龙 Spinosaurus |
|  |                  |

|  | 重爪龙 Baryonyx   |
|  |                   |
|  | 似鳄龙 Suchomimus |
|  |                   |

|  | 激龙 Irritator   |
|  |                  |
|  | 激龙 Spinosaurus |
|  |                  |

|  | 重爪龙 Baryonyx   |
|  |                   |
|  | 似鳄龙 Suchomimus |
|  |                   |

|  | 激龙 Irritator   |
|  |                  |
|  | 激龙 Spinosaurus |
|  |                  |

|  | 重爪龙 Baryonyx   |
|  |                   |
|  | 似鳄龙 Suchomimus |
|  |                   |

|  | 激龙 Irritator   |
|  |                  |
|  | 激龙 Spinosaurus |
|  |                  |

|  | 重爪龙 Baryonyx   |
|  |                   |
|  | 似鳄龙 Suchomimus |
|  |                   |

|  | 激龙 Irritator   |
|  |                  |
|  | 激龙 Spinosaurus |
|  |                  |

|  | 崇高龙 Angaturama                                                     |
|  |                                                                       |
|  | \| \| 奥沙拉龙 Oxalaia \| \| \| \| \| \| 棘龙 Spinosaurus \| \| \| \| |
|  |                                                                       |
|  | 奥沙拉龙 Oxalaia                                                      |
|  |                                                                       |
|  | 棘龙 Spinosaurus                                                      |
|  |                                                                       |

|  | 奥沙拉龙 Oxalaia |
|  |                  |
|  | 棘龙 Spinosaurus |
|  |                  |

|  | 崇高龙 Angaturama                                                     |
|  |                                                                       |
|  | \| \| 奥沙拉龙 Oxalaia \| \| \| \| \| \| 棘龙 Spinosaurus \| \| \| \| |
|  |                                                                       |
|  | 奥沙拉龙 Oxalaia                                                      |
|  |                                                                       |
|  | 棘龙 Spinosaurus                                                      |
|  |                                                                       |

|  | 奥沙拉龙 Oxalaia |
|  |                  |
|  | 棘龙 Spinosaurus |
|  |                  |

|  | 崇高龙 Angaturama                                                     |
|  |                                                                       |
|  | \| \| 奥沙拉龙 Oxalaia \| \| \| \| \| \| 棘龙 Spinosaurus \| \| \| \| |
|  |                                                                       |
|  | 奥沙拉龙 Oxalaia                                                      |
|  |                                                                       |
|  | 棘龙 Spinosaurus                                                      |
|  |                                                                       |

|  | 奥沙拉龙 Oxalaia |
|  |                  |
|  | 棘龙 Spinosaurus |
|  |                  |

|  | 崇高龙 Angaturama                                                     |
|  |                                                                       |
|  | \| \| 奥沙拉龙 Oxalaia \| \| \| \| \| \| 棘龙 Spinosaurus \| \| \| \| |
|  |                                                                       |
|  | 奥沙拉龙 Oxalaia                                                      |
|  |                                                                       |
|  | 棘龙 Spinosaurus                                                      |
|  |                                                                       |

|  | 奥沙拉龙 Oxalaia |
|  |                  |
|  | 棘龙 Spinosaurus |
|  |                  |

## 古生物学

### 食性与进食

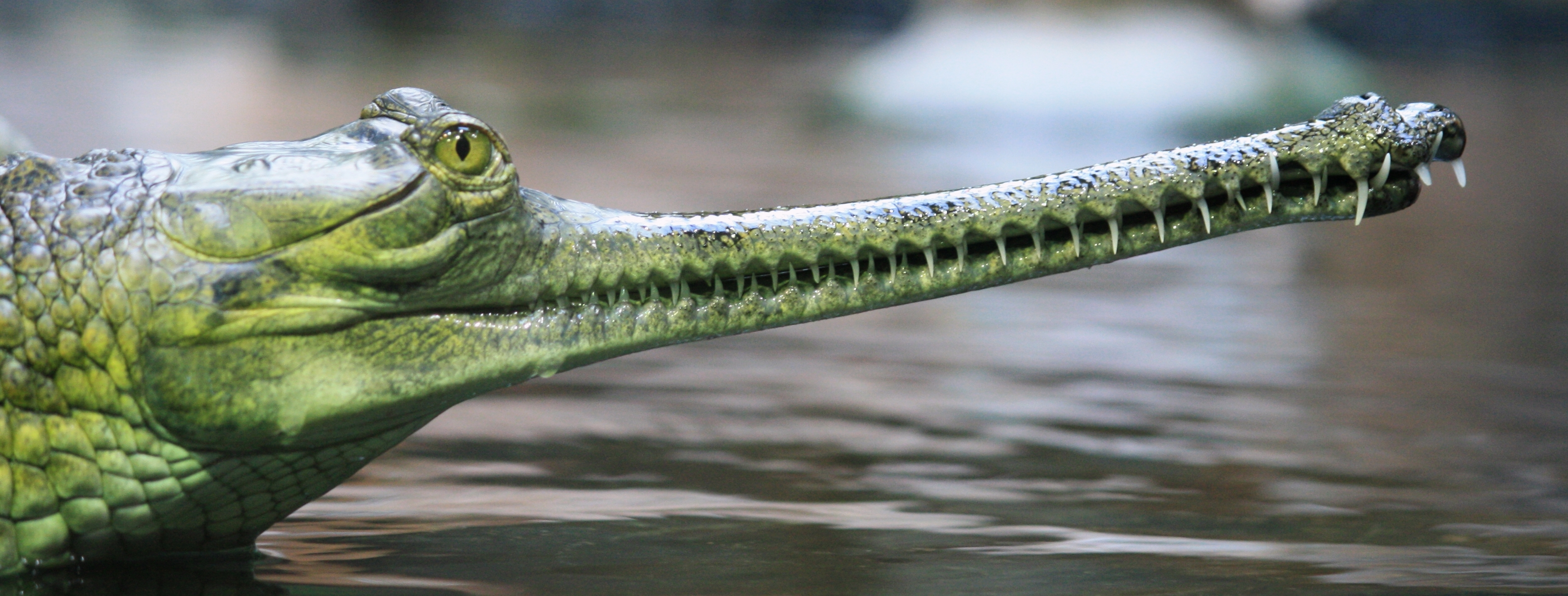
印度食鱼鳄头部与激龙相似

1996年，马提尔等人推测，拥有细长吻部和无锯齿锥形牙齿的查氏激龙，可能至少具有部分食鱼性（即吃鱼习性）。尽管正模标本大部分形态特征与他们想象的差距很大，但后期研究支持了这些观察结果。棘龙科有非常狭窄且细长的双颚，颚上长有相当程度上同质的尖牙，这种排列方式尤其见于像印度食鱼鳄这样的动物身上，而食鱼鳄是食鱼性最强的现生鳄类。棘龙科修长的圆锥形牙齿没有锯齿状边缘，适合抓取猎物。不同于其它兽脚类的牙齿，后者似乎是为撕裂或切割被捕获猎物的身体而生。

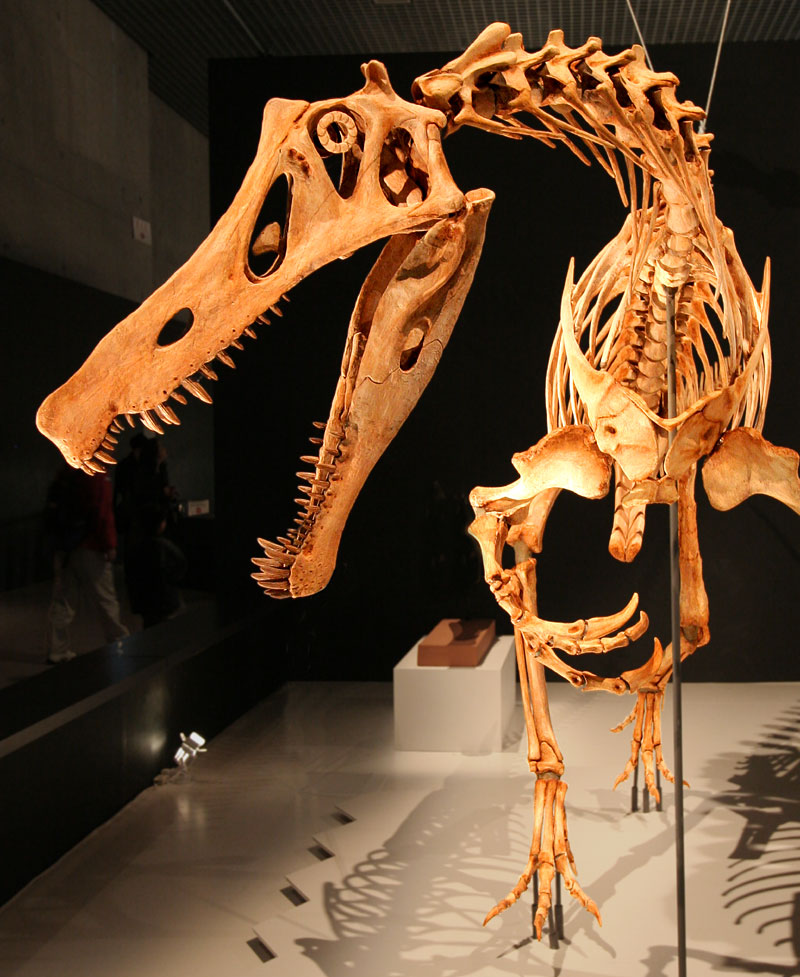
颅骨及颈部重建特写

激龙和鳄鱼皆有坚硬的次生腭及收缩的眶前孔。英国古生物学家艾米莉·莱菲尔德（Emily J. Rayfield）等人於2007年的一项有限元分析发现，这些特征也存在于其他棘龙科中，使颅骨在进食时更能抵抗猎物负载的扭转。作者指出，相比之下，大多数兽脚类缺乏次生腭且具有较大眶前孔，以力量换取较轻的颅骨结构。激龙鼻孔远离吻尖，再加上将鼻腔与口腔内部隔开的次生腭，令该动物即使双颚大部分浸在水下捕猎也能呼吸。特别是激龙的矢状嵴，该嵴是颈部肌肉强壮的象征，而这些对于克服水的阻力快速闭合双颚及收回头部都是必要的。2015年，德国古生物学家塞里奥沙·埃文斯（Serjoscha W. Evers）等人在非洲棘龙科斯基玛萨龙身上发现了类似的适应证据。该属颈椎下表面有很多褶皱，与用于捕鱼或快速抓取小型猎物的强健颈部肌肉的附着相一致，此特征亦见于现存鳄鱼及鸟类身上。塞里斯和舒茨在2017年发现，与棘龙相比，激龙和重爪龙亚科可能更多依靠嗅觉捕猎，因为两者的鼻孔尺寸更大、收缩程度更小，颅骨有更多空间用于容纳鼻腔；而棘龙本身可能更多地利用视觉或吻尖上的机械感受器——正如鳄鱼用来感知猎物在水中移动的感官一样。

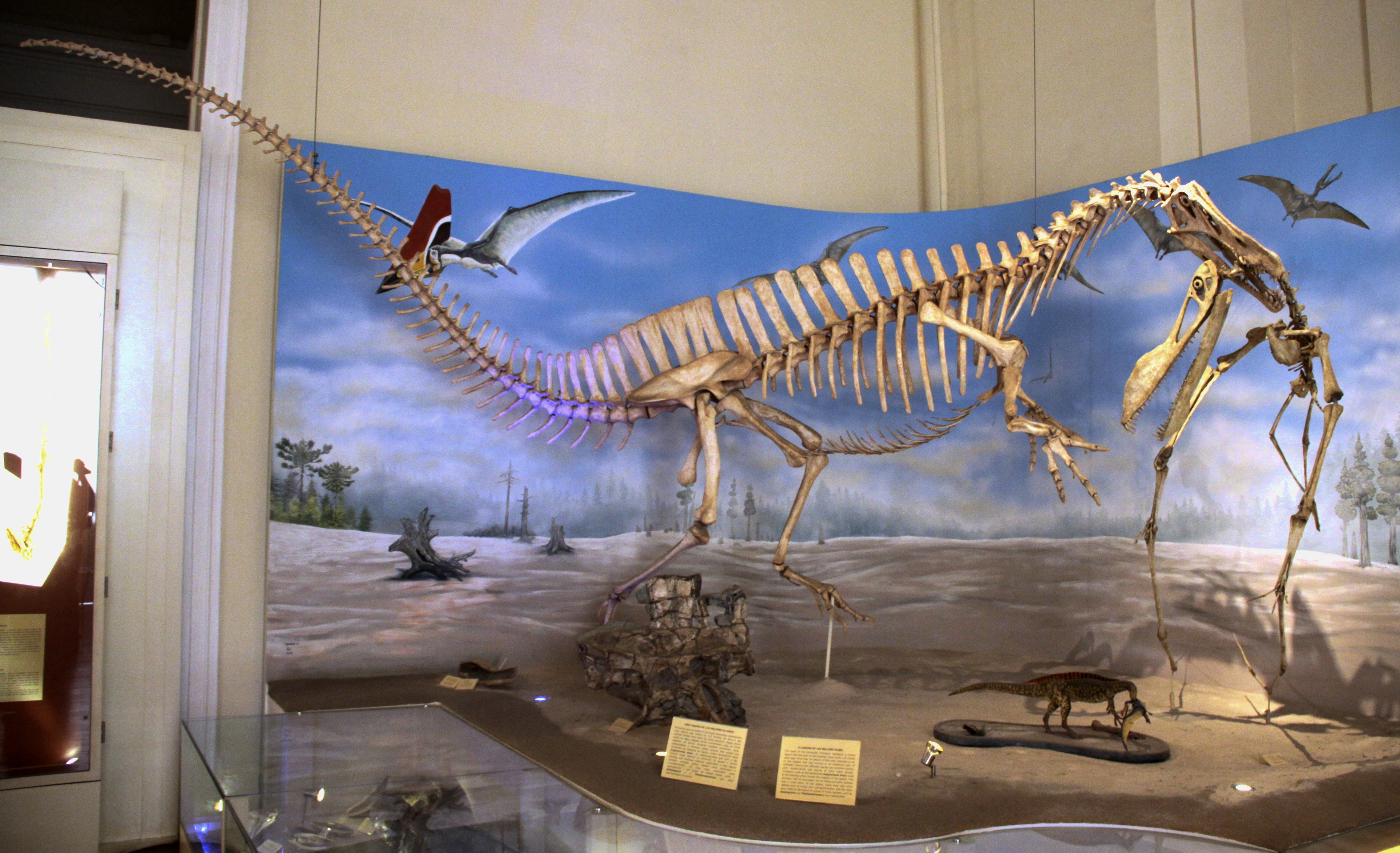
崇高龙捕捉古魔翼龙科的骨架，位于巴西国家博物馆

棘龙科与食鱼鳄的另一个共同特征是，扩大的吻尖上长有互相叩紧的玫瑰状齿列，适合刺穿和抓取鱼类。此特征也存在于利氏崇高龙正模标本中，但是比大多数已知棘龙科更不明显。然而，苏伊士等人在2002年指出没有理由认为棘龙科完全以捕鱼为生。他们强调，这种头部形态表明棘龙科具有广食性，尤其是对于小型猎物。事实上，在一具重爪龙骨骼化石中就曾发现过部分幼年禽龙骨骼。耐许等人于2004年提出一种理论，即激龙作为一个多面手在沿海地区猎杀水生和陆生动物，此外可能还会寻找腐肉。在一只翼展可能为3.3米（11英尺）的鸟掌翼龙科颈椎化石中发现一颗激龙牙齿，表明激龙也吃翼龙，尽管尚不清楚它是会活跃地捕杀翼龙，还是仅清理它们的遗骸。2018年，奥雷连诺等人提出对罗穆阿尔多组食物网的设想。研究人员指出，该地层中的棘龙亚科可能也捕食陆生及水生鳄形目、幼年同类、海龟和中小型恐龙。这将使棘龙类成为这一特殊生态系统中的顶级掠食者。
沙德和劳赫等人于2023年发表的激龙化石检查及数字重建表明，这种棘龙科的下颚可以旋转并横向张开，张开后的嘴形与现代鹈鹕类似，使这种兽脚类可以吞下非常大的猎物。分析还发现激龙颚部可以快速咬合，但咬合力很弱。研究重申激龙似乎具有双目视觉，并可能将其吻部保持在倾斜方向。此外，这项检查还重申了棘龙科作为斑龙超科的分类，斑龙超科和异特龙超科是单系群肉食龙类的一部分，而单冠龙是棘龙科的姐妹分类单元。

### 水生习性
使用了同位素分析和骨组织学等技术的研究显示，许多棘龙科可能具有半水生习性。研究发现，棘龙科可能通过在水中捕猎及栖息在水生环境（通常是边缘和沿海栖息地）中来占据不同生态位，从而避免与更多陆生兽脚类竞争。棘龙亚科可能比重爪龙亚科更适应这种生存方式。英国古生物学家托马斯·亚当（Thomas M. S. Arden）等人於2018年的一项研究检查了棘龙亚科颅骨形态，以寻找潜在的水生特征。他们发现，激龙、棘龙和斯基玛萨龙的额骨相似——三者皆呈拱形、顶部凹陷、前部狭窄，导致眼睛比其他兽脚类更靠上，尤其是激龙宽阔的下颚和狭窄的额骨会导致眼眶朝颅骨中线倾斜，而大多数兽脚类的眼眶都朝向侧面。这些特征使动物被水浸没时能看见水面以上的东西。
2018年，奥雷连诺等人对罗穆阿尔多组胫骨碎片进行分析。圣卡洛斯大学对标本的CT扫描显示其存在骨硬化（高骼密度很大）现象。此特征以前仅在埃及棘龙身上观察到，可能是通过加重骨骼来促进其浸入水中的一种方式。巴西腿骨碎片上存在这种情况，表明在摩洛哥棘龙出现至少1000万年前，棘龙亚科就已进化出致密的骨骼。系统发育套环法（一种通过比较亲缘关系来推测生物体中未知特征的方法）显示，骨硬化在棘龙科中可能相当常见。该特征的重要性在同年稍晚发表的一篇论文中受到质疑，加拿大古生物学家唐纳德·亨德森（Donald Henderson）在文中指出骨硬化不会在很大程度上改变兽脚类的浮力。

### 神经解剖学及感官

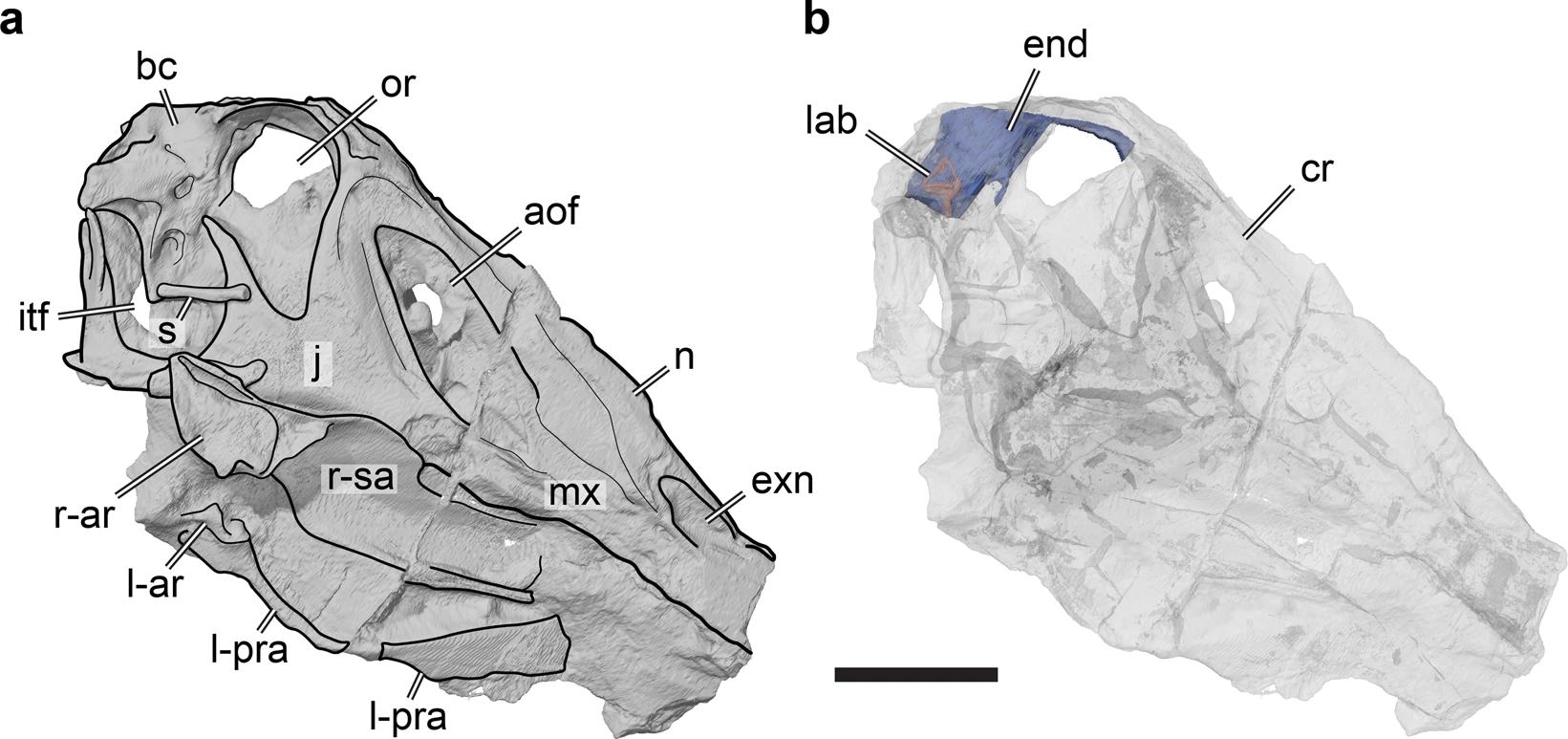
正模标本CT扫描图像，显示了骨内模及骨内迷路

2020年，德国古生物学家马克·沙德（Marco Schade）等人通过CT扫描分析正模标本颅骨脑壳形态，揭示了有关激龙行为能力的更多细节。他们根据扫描建立颅骨及脑壳的3D模型，发现激龙有细长的嗅束和较大的绒球窝（Floccular recesses，即穿过半规管并连接大脑和内耳的区域）。而绒球本身则是通过参与协调前庭眼球反射及前庭颈反射从而在凝视稳定（Gaze stabilization，头部移动期间的视觉能力）期间协调控制头部、眼部运动的重要部位。依赖头体（head-body）快速移动的分类单元中，绒球似乎长得更大。此外，骨内迷路的前庭部分有一较大前半规管及一个朝向侧面的半规管。
绒球窝和半规管皆表明激龙可以协调头部快速移动，并具有向下倾斜的吻部姿势，从而实现无障碍立体前向视觉，这对距离感知非常重要，因此也对精准吻部抓取运动非常重要。此推论似乎符合激龙的吃鱼习性。他们还注意到，激龙较发达的耳蜗管可能具有1950Hz的平均听觉频率及3196Hz的频带宽度。然而，他们仅将该范围视为粗略估计，并确定了350至3550Hz的总体频率范围，使激龙听觉频率位于鸟类之下、鳄鱼之上。

## 古生态学与古生物地理学

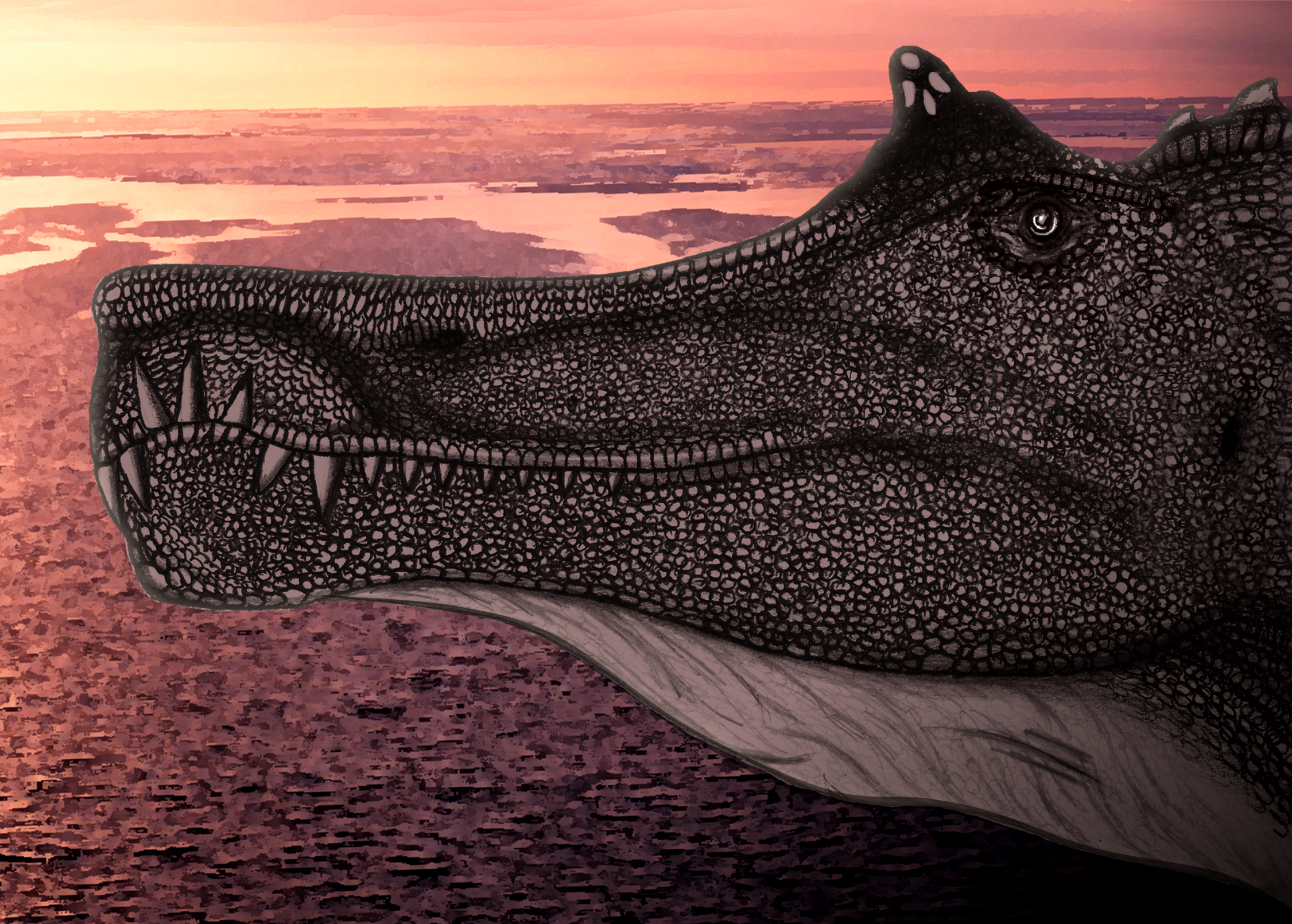
头部复原

激龙和崇高龙皆发现于罗穆阿尔多组，其地质年龄可追溯至约1.1亿年前的早白垩世阿尔比阶。在此期间，南大西洋正在打开，形成巴西南部及非洲西南部的一系列环大西洋盆地，但巴西东北部和西非仍然相连。罗穆阿尔多组是桑塔纳群的一部分，在激龙描述的那个年代被视为原桑塔纳组（今桑塔纳群）的一个层段。罗穆阿尔多组是一个由嵌入页岩的石灰岩结核组成的化石库（化石保存状况良好的沉积岩地层），覆盖在克拉图组之上。其以石灰岩结核中三维立体保存的化石而闻名，其中包括许多翼龙化石。除翼龙和恐龙肌纤维外，该地层亦保存了鱼类的鳃、消化道及心脏化石。该地层被解释为一个具有和海侵、海退周期相抗衡的不规律淡水作用的沿海潟湖。该地层具有热带气候，与今天的巴西基本一致。地层周围区域皆呈干旱至半干旱气候，当地大多数植物群亦皆为旱生植物。苏铁目和已灭绝松柏门短叶杉属是地层中分布最广的植物。

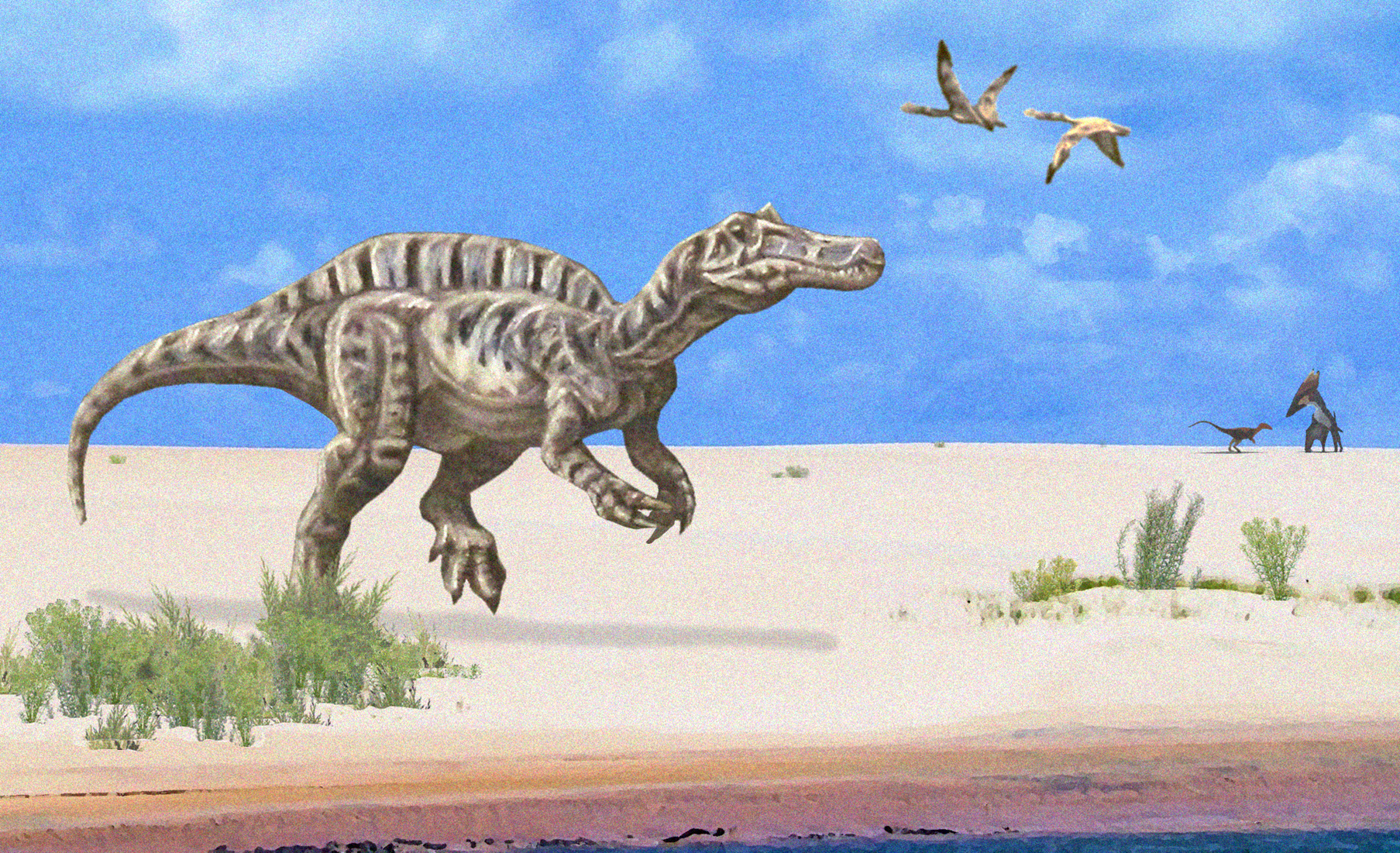
激龙在罗穆阿尔多组海岸线上漫步的复原图

罗穆阿尔多组的生态系统中，翼龙占主导地位，包括古魔翼龙、阿拉利坡翼龙、阿拉利坡龙、巴西翼龙、西阿翼龙、残喙翼龙、桑塔纳翼龙、古神翼龙、掠海翼龙、妖精翼龙、巴博萨翼龙、河怪翼龙、脊颌翼龙和安文翼龙。已知恐龙生物群中除激龙外还包括其它兽脚类，如暴龙超科的桑塔纳盗龙、美颌龙科的小坐骨龙、一种分类不明的半鸟亚科驰龙科以及一种大盗龙类。沉积物中还发现了鳄形目的阿拉利坡鳄和卡里里鳄及海龟类的巴西龟、塞阿拉龟、阿拉利坡龟、真龟和桑塔纳龟。蛤虾、海胆、介形虫及软体动物亦有所发现。该地层还存在多种保存完好的鱼类化石记录，包括弓鲨科、犁头鳐科、雀鳝科、弓鳍鱼科、科Ophiopsidae、科Oshuniidae、坚齿鱼科、针吻鱼科、叶环鱼科、狐鳁科、虱目鱼科、莫森氏鱼科及一些未定物种。根据耐许等人的研究，缺乏食植恐龙可能意味着当地植被稀少，因此无法维持大量植食动物的生存。而各种肉食性兽脚类很可能会转而以繁多的水生生物作为主要食物来源。他们还假设，在风暴过后，翼龙和鱼类尸体可能被冲上海岸线，从而为兽脚类提供大量腐肉。地层中存在多种食鱼动物，理论上可能导致激烈竞争。因此，奥雷连诺等人称该地层必存在某种程度的生态位划分，不同动物会以泻湖内不同尺寸和位置的猎物为食。

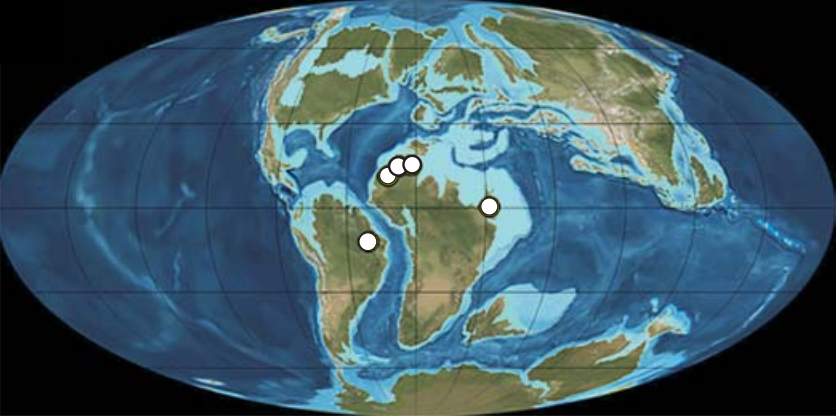
这张跨时间地图上标出了1.13亿至9390万年前阿尔比阶至森诺曼阶棘龙科化石的大致发现位置

罗穆阿尔多组和克拉图组动物群与中白垩世非洲动物群之间的相似性表明阿勒莱皮盆地曾与特提斯海相连，尽管这些连接可能只是间歇发生，因为缺乏海洋无脊椎动物表明该盆地具有非海洋沉积环境。棘龙科在早白垩世就已具有世界分布。塞里诺等人在1998年提出，随着特提斯海的开放，棘龙亚科开始在南方（非洲，位于冈瓦纳古陆）进化，重爪龙亚科则在北方（欧洲，位于劳亚古陆）进化。马卡多和克尔纳随后于2005年提出理论，认为棘龙亚科是从非洲传播到南美洲。塞里诺等人推测，南美洲和非洲棘龙亚科之间的趋异演化可能是由大西洋导致，大西洋的开放逐渐将大陆分隔，造成两个分类群之间的差异。2014年，巴西古生物学家曼纽尔·梅德罗斯（Manuel A. Medeiros）等人对发现奥沙拉龙的奥坎塔拉组动物群提出了类似假设。但棘龙科的古生物地理学仍然具有高度理论性和不确定性，亚洲和澳大利亚的发现也表明其可能非常复杂。

### 埋藏学
一些研究者已经讨论过查氏激龙正模标本的埋藏学（死亡和石化之间发生的变化）。颅骨被发现时已经侧翻。在石化之前，脑壳背面的几块骨骼以及下颚齿骨、夹骨、喙骨和右隅骨皆已遗失。主要来自颅骨后部的几块骨骼，在埋藏前就已经脱节，并向头部其它区域移位。耐许等人在2004年断言，罗穆阿尔多组恐龙动物群发现的大部分动物都是在海岸线或河流附近死亡并被冲入海中，它们的漂浮残骸最终在那里形成化石。2018年，奥雷连诺等人对该假说表示反对，称查氏激龙正模标本的下颌骨仍与颅骨其它部位保持连接，如果尸体漂浮在海上则很可能会脱落。他们还指出尸体会因骨硬化而快速沉没。研究者因此断定，桑塔纳群的化石皆属于埋在其自然栖息地而非移置沉积的生物。